# Platyrhacus subalbus
Platyrhacus subalbus är en mångfotingart som beskrevs av Pocock 1894. Platyrhacus subalbus ingår i släktet Platyrhacus och familjen Platyrhacidae. Inga underarter finns listade i Catalogue of Life.